# Kabinett Clark I

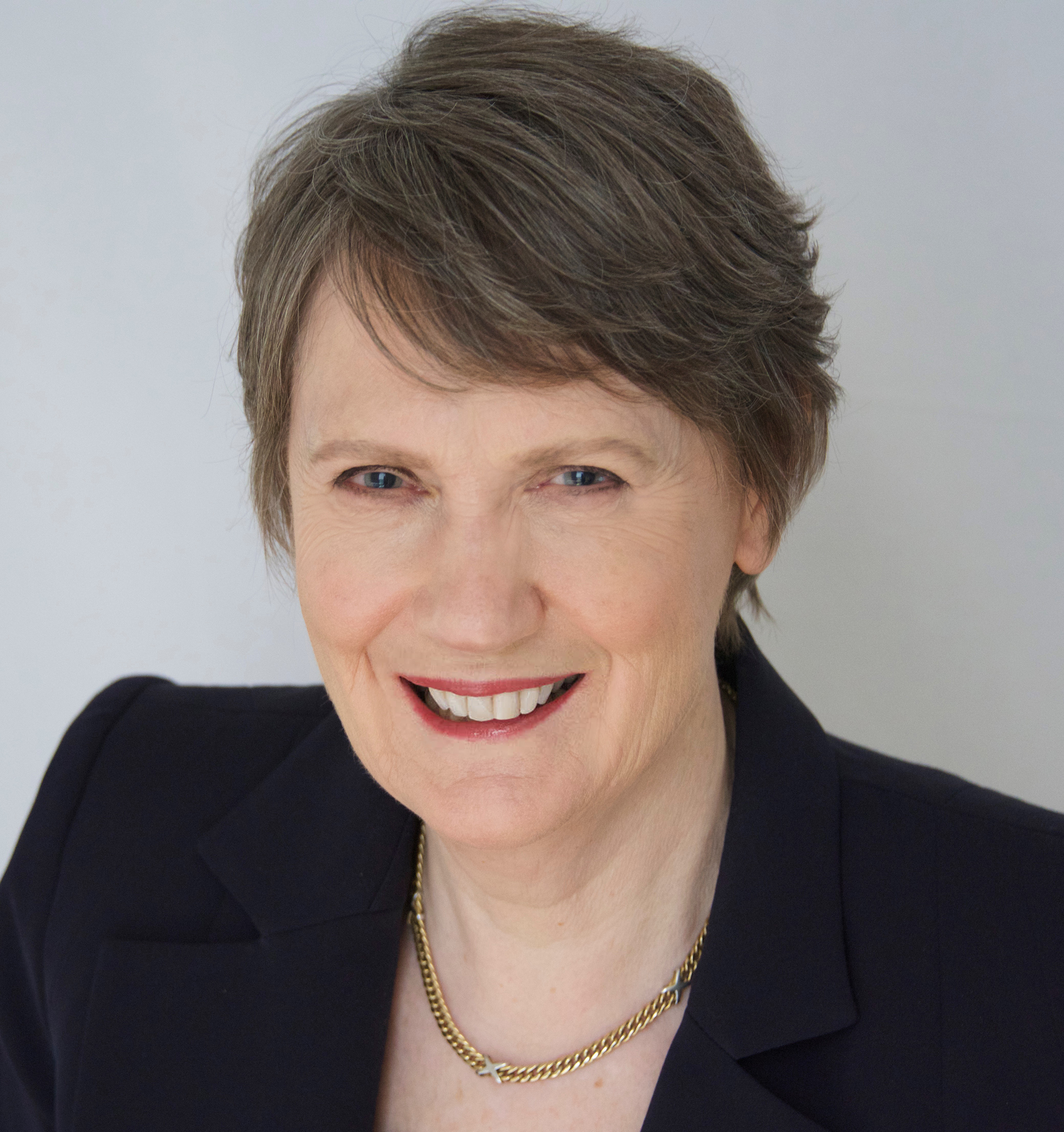
Helen Clark war von 1999 bis 2008 Premierministerin Neuseelands.

Das Kabinett Clark I war die Regierung Neuseelands zwischen 1999 und 2002. Das Kabinett wurde am 10. Dezember 1999 von Premierministerin Helen Clark von der New Zealand Labour Party gebildet und löste das Kabinett Shipley von der New Zealand National Party ab. Das Kabinett blieb bis zum 15. August 2002 im Amt und wurde daraufhin vom Kabinett Clark II abgelöst.

## Geschichte
Bei der Parlamentswahl am 27. November 1999 erhielt die Labour Party 39 Prozent der Stimmen sowie 49 von 120 Sitzen im Repräsentantenhaus, die National Party 30,6 Prozent (39 Sitze), die Alliance 7,8 Prozent (10 Sitze), ACT New Zealand 7 Prozent (9 Mandate), die Green Party 4,9 Prozent (7 Sitze) und die New Zealand First Party 4,3 Prozent (5 Mandate).
Am 10. Dezember 1999 trat Helen Clark ihr Amt als Premierministerin an. Phil Goff wurde Außenminister, Michael Cullen Finanzminister und Mark Burton Verteidigungs- und Innenminister. Am 24. August 2000 wurde Dame Silvia Cartwright zur nächsten Generalgouverneurin ernannt und trat ihr Amt am 4. April 2001 an. Am 13. November 2000 wurde George Hawkins neuer Innenminister. Am 22. März 2001 wurde Dame Sian Elias, die oberste Richterin, nach Ablauf der Amtszeit von Sir Michael Hardie Boys amtierende Generalgouverneurin, ehe Dame Silvia Cartwright am 4. April 2001 als Generalgouverneurin vereidigt wurde.
Bei der Parlamentswahl am 27. Juli 2002 erhielt die Labour Party von Premierministerin Helen Clark 41,4 Prozent der Stimmen und 52 von 120 Sitzen im Repräsentantenhaus, die National Party 21,1 Prozent (27 Mandate), New Zealand First 10,1 Prozent (13 Sitze), ACT New Zealand 7 Prozent (9 Mandate), United Future 7 Prozent (9 Sitze) und die Green Party 6 Prozent (8 Mandate).

## Minister
Dem Kabinett gehörten folgende Minister an:*
| Premierminister Ministerin für Kunst, Kultur und Erbe                                                                                              | Helen Clark                                   | 10. Dezember 1999                   | 15. August 2002                   |
| Stellvertretender Premierminister Minister für wirtschaftliche Entwicklung Minister für Industrie und regionale Entwicklung                        | Jim Anderton (Alliance)                       | 10. Dezember 1999                   | 15. August 2002                   |
| Schatzmeister und Finanzminister | Michael Cullen                                | 10. Dezember 1999                   | 15. August 2002                   |
| Minister für Unfallversicherung | Michael Cullen (kommissarisch) Lianne Dalziel | 10. Dezember 1999 28. März 2001     | 27. März 2001 15. August 2002     |
| Minister für soziale Dienste und Beschäftigung | Steve Maharey                                 | 10. Dezember 1999                   | 15. August 2002                   |
| Außenminister Handelsminister Justizminister | Phil Goff                                     | 10. Dezember 1999                   | 15. August 2002                   |
| Gesundheitsministerin | Annette King                                  | 10. Dezember 1999                   | 15. August 2002                   |
| Ministerin für Naturschutz und Kommunalverwaltung                                                                                                  | Sandra Lee (Alliance)                         | 10. Dezember 1999                   | 15. August 2002                   |
| Minister für Landwirtschaft und Handelsverhandlungen                                                                                               | Jim Sutton                                    | 10. Dezember 1999                   | 15. August 2002                   |
| Minister für Bildung und staatliche Dienste Minister für Sport, Fitness und Freizeit                                                               | Trevor Mallard                                | 10. Dezember 1999                   | 15. August 2002                   |
| Minister für Energie, Fischerei und Forstwirtschaft Minister für Forschung, Wissenschaft und Technologie Minister für das Crown Research Institute | Pete Hodgson                                  | 10. Dezember 1999                   | 15. August 2002                   |
| Generalstaatsanwältin Arbeitsministerin | Margaret Wilson                               | 10. Dezember 1999                   | 15. August 2002                   |
| Minister für Māori-Angelegenheiten | Dover Samuels Parekura Horomia                | 10. Dezember 1999 26. Juli 2000     | 28. Juni 2000 15. August 2002     |
| Minister für Strafvollzug und Gerichte Minister für Abrüstung und Rüstungskontrolle                                                                | Matt Robson (Alliance)                        | 10. Dezember 1999                   | 15. August 2002                   |
| Ministerin für Einwanderung und Senioren | Liane Dalziel                                 | 10. Dezember 1999                   | 15. August 2002                   |
| Polizeiminister | George Hawkins                                | 10. Dezember 1999                   | 15. August 2002                   |
| Innenminister | Mark Burton George Hawkins                    | 10. Dezember 1999 13. November 2000 | 13. November 2000 15. August 2002 |
| Verteidigungsminister Minister für Tourismus und Veteranenangelegenheiten                                                                          | Mark Burton                                   | 10. Dezember 1999                   | 15. August 2002                   |
| Minister für Handel und Kommunikation Minister für Informationstechnologie                                                                         | Paul Swain                                    | 10. Dezember 1999                   | 15. August 2002                   |
| Minister für Landinformation und Statistik | Paul Swain                                    | 10. Dezember 1999                   | 13. November 2000                 |
| Minister für Landinformation | Matt Robson (Alliance)                        | 13. November 2000                   | 15. August 2002                   |
| Ministerin für Statistik | Laila Harré (Alliance)                        | 13. November 2000                   | 15. August 2002                   |
| Ministerin für Umwelt und Rundfunk | Marian Hobbs                                  | 10. Dezember 1999 28. März 2001     | 23. Februar 2001 15. August 2002  |
| Minister für Biosicherheit | Marian Hobbs Jim Sutton                       | 10. Dezember 1999 23. Februar 2001  | 23. Februar 2001 15. August 2002  |
| Minister für Verkehr und Wohnungswesen Minister für Angelegenheiten pazifischer Inseln                                                             | Mark Gosche                                   | 10. Dezember 1999                   | 15. August 2002                   |
| Ministerin für Frauen- und Jugendangelegenheiten                                                                                                   | Laila Harré (Alliance)                        | 10. Dezember 1999                   | 15. August 2002                   |

- Soweit nichts anderes angegeben wurde, gehören die Minister der Labour Party an.